# فانداليا (إنديانا)
فانداليا (بالإنجليزية: Vandalia, Indiana)‏ هي منطقة سكنية تقع في الولايات المتحدة في مقاطعة أوين (إنديانا).  يقدر عدد سكانها   وترتفع عن سطح البحر 240 متر.